# Boves (Włochy)
Boves – miejscowość i gmina we Włoszech, w regionie Piemont, w prowincji Cuneo.
Według danych na rok 2004 gminę zamieszkiwało 9208 osób, 180,5 os./km².